# Колледж Лисгар

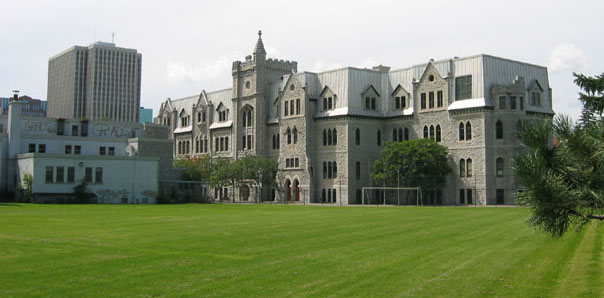
Колледж Лисгар.

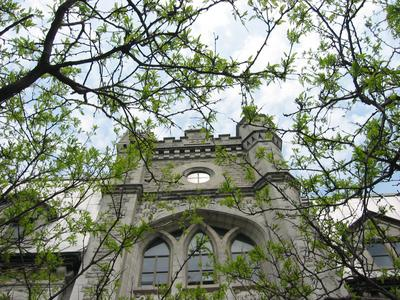
Вид на Лисгар с площади между северным и южным корпусами.

Колледж-институт Лисгар, англ. Lisgar Collegiate Institute — публичная старшая школа в г. Оттава, столице Канады. Расположена в центре города; к ней примыкают Оттавская ратуша (с севера) и канал Ридо с Оттавским манежем на востоке. В 5 минутах ходьбы от школы расположен Парламент Канады.

## Репутация
Школа имеет высокий рейтинг и заслуженную репутацию. В рейтинге Фрезеровского института за 2008 г. она заняла первое место среди публичных школ Оттавы и 12-е место в провинции Онтарио.. Является одной из школ, имеющих классы по программе для особо одарённых учеников.
Команда школы в телеигре Reach for the Top победила в общеканадском финале в сезоне 2008 г. Также команда колледжа занимает призовые места в играх Canadian Improv Games, победив в национальных турнирах в 1999 и 2000 гг. и попадая ежегодно в национальный турнир с 2004 г. Также в Лисгаре функционирует программа имитации космического полёта OCESS.

## Территориальная принадлежность
Обслуживает учеников из районов Сэнди-Хилл, Нью-Эдинбург, Сентертаун и Роклифф-парк. Кроме того, в порядке перевода в школу поступает немало учеников из других районов, которых привлекает её престижный статус. Ранее родители и студенты нередко ночевали у школы, чтобы обеспечить себе место в очереди на перевод.

## История

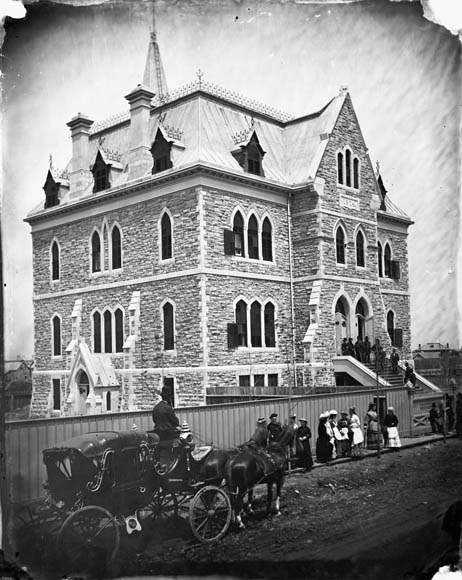
Оттавский колледж, около 1875—1880

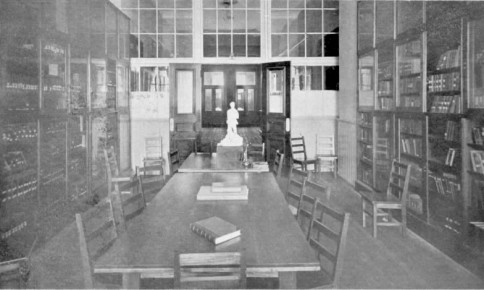
Школьная библиотека, 1910

В 1843 г. в районе Сэнди-Хилл на углу Уоллер-стрит и Дейли-авеню была открыта платная школа грамоты на 40 учеников. С 1859 г., одна из первых в Оттаве, школа начинает принимать на обучение девочек. В первые несколько лет школа часто переезжала из здания в здание, и переименовывалась: сначала она называлась Школа грамоты Байтауна, затем (после переименования города) Школа грамоты Оттавы. В 1871 г. получила статус старшей школы (high school), а в 1873 г. — статус колледжа-института (en:collegiate institute), получив название Оттавский колледж-институт.
В нынешнем здании школа находится с 1873 г., когда был приобретён земельный участок на южной оконечности г. Оттава в его тогдашних границах. Школа заплатила за участок на Бидди-стрит 3200 канадских долларов, и кроме того, ещё 100 долларов находившемуся на тех землях сквоттеру за полным отказ от претензий. В 1880 г. Бидди-стрит переименовали в Лисгар-стрит в честь лорда Лисгара, ирландца по происхождению, занимавшего должность 2-го генерал-губернатора Канады. Здание в стиле неоготики, которое спроектировали архитекторы У. Т. Томас и У. Честертон, сооружение которого обошлось в 26 т. долларов, было открыто в 1874 г.
В 1892 г. первым из школ Оттавы колледж принял на работу учительницу-женщину. В том же году на южной стороне было добавлено 4 новых класса, однако уже в 1893 г. школа была временно закрыта из-за последствий пожара.
Одним из немногих зданий, колледж пережил неповреждённым Халльский пожар 1900 г. В 1903 г. было построено восточное крыло с 8 новыми классами. В 1908 г. оттавский архитектор Эдгар Льюис Хорвуд добавил западное крыло с лабораториями и аудиторией. В 1912 г. был добавлен тир для кадетского корпуса в мансарде на 4 этаже (ныне доступ туда закрыт), а в 1923 г. в подвале был построен кафетерий.
В 1922 г. от колледжа отделилась Глибская средняя школа, в связи с чем он получил название Оттавский колледж на Лисгар-стрит, англ. Ottawa Lisgar Street Collegiate Institute, которое вскоре сократилось до современного. Со времён раздела Лисгар традиционно соперничал с Глибским колледжем.
В 1951 г. на противоположной стороне улицы был построен новый спортивный зал с подземным туннелем, который соединял его с основным зданием. Это здание было расширено в 1962 г. Прежний спортзал был переделан в кафетерий. В настоящее время эти два здания носят названия Северного и Южного.
С 1957 г. первым из школ Оттавы колледж Лисгар ввёл у себя программу для особо одарённых учеников.
В 1970 г. Оттавское управление образование, которому в то время не хватало средств, принял решение закрыть колледж и распродать его недвижимость. Эту инициативу блокировали жители района и выпускники колледжа. Вместо ликвидации колледж был обновлён.
В 1996 г. был полностью обновлён третий этаж Северного здания, были усовершенствованы научные лаборатории. В марте 2003 г. несколько участков первого и второго этажей и подвал Северного здания были повреждены из-за прорыва водной трубы, из-за чего школу закрыли на неделю.

## Учебные достижения
Ученики колледжа нередко занимали призовые места на математических олимпиадах — в частности, таких, как конкурсы Университета Уотерлу, Открытый канадский чемпионат по математике (Canadian Open Mathematics Challenge), Канадская математическая олимпиада (Canadian Math Olympiad) и AMC 12.
Ученики часто принимают участие в многочисленных научных конкурсах. Лисгар предлагает возможность принять участие в общенациональном экзамене по биологии под эгидой Торонтского университета, Химическом конкурсе Авогадро и олимпиадах по физике. Многие студенты попадали в первые 10 % по баллам среди участников конкурсов.
С 1990 г. в колледже находится симулятор космических полётов для учеников (en:Ottawa-Carleton Educational Space Simulation). Школа является одной из немногих не только в регионе, но и в целом в Канаде, где осуществляется подобая программа. Колледж Лисгар также ранее был участником ныне прекращённой международной программы имитации космических полётов для учеников (International Student Space Simulation).

## Музыка
При колледже функционирует 10 музыкальных коллективов: младший концертный оркестр (9 класс), старший концертный оркестр (10 класс), духовой ансамбль (11 и 12 классы), средний и старший оркестры, струнный ансамбль, хор, младший и старший джаз-банды. Все эти коллективы принимают участие в различных музыкальных конкурсах, в том числе конкурс Киваниса, где Лисгар нередко зарабатывает золотые медали. Каждый год ансамбли устраивают 2 сводных концерта, известных как Зимняя и Весенняя музыкальная ночь (в декабре и мае).

## Спорт
Спортивные возможности Лисгара весьма широки — его ученики участвуют в соревнованиях по регби, футболу, хоккею, баскетболу, кроссу и др. Ежегодно десятки молодых спортсменов участвуют в финалах городского и провинциального уровня, где нередко зарабатывают медали.

## Курсы послешкольного уровня

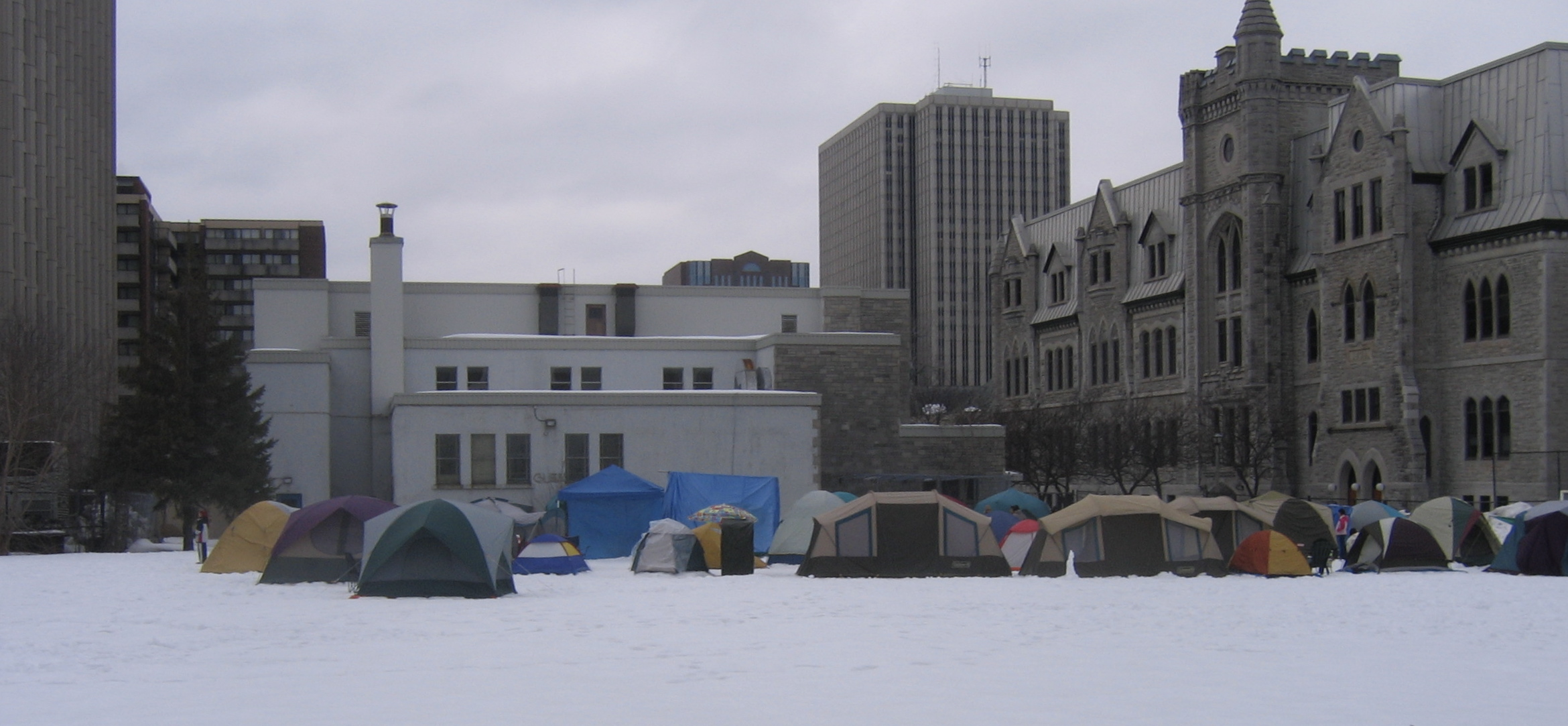
2006 г. Родители учеников соорудили лагерь на спортивном стадионе, чтобы попасть в очередь на запись ограниченного числа учеников, не проживающих в учебном округе школы.

Колледж Лисгар предлагает целый ряд учебных программ на уровне выше среднешкольного (североамериканский стандарт en:Advanced Placement), получая за это кредиты, аналогичные кредитам высших профессиональных учебных заведений.
- латинский язык (Вергилий)
- испанский язык
- музыкальная теория
- история Европы
- математический анализ, уровни A и B
- статистика
- английская литература
- английский язык
- французский язык

## Клубы
В колледже имеется много клубов для учеников. Наиболее известны следующие:
- группа экологических активистов — Amnesty International [AI] Lisgar’s Environmental Action Force (LEAF),
- en:Ottawa-Carleton Educational Space Simulation (имитатор космического полёта),
- клуб юношеского образования Kiwanis (KEY).
- клуб дебатов,
- биомедицинский клуб,
- шахматный клуб,
- Euchre Club (с 2011 года) — клуб карточных игр.

Полный список клубов приведен на сайте колледжа.
Студенческий совет колледжа состоит из 9 комитетов, регулирующих мероприятия в течение учебного года, среди которых:
- Annual United Way Pancake Breakfast
- марафон сбора консервов для бедных (Canned Food Drive for the Ottawa Centretown Food Bank).

## Известные выпускники
- Пол Анка — певец[12]
- Фэй Бил (1927—2011) — одна из первых женщин, получивших статус лицензированного бухгалтера в Канаде в 1953 г.[13]
- Адриенна Кларксон — радиожурналист, позднее 26-й генерал-губернатор Канады
- Лорри Гринберг — бывший мэр Оттавы
- Дональд Джексон — фигурист и чемпион мира, первым выполнивший тройной лутц
- en:Kagher Neiber-Shieg — немецкий лётчик-ас 1-й мировой войны
- Мэттью Перри — актёр[14]